# Тенпјо хоџи
Тенпјо хоџи (天平宝字) је јапанска ера (ненко) која је наступила после Тенпјо шохо и пре Тенпјо џинго ере. Временски је трајала од августа 757. до јануара 765. године и припадала је Нара периоду. Владајући монарх био је цар Џунин који се сматрао само марионетом јер је сав ауторитет био у рукама Фуџиваре но Накамаруа чија је моћ нарасла последњих година при повлачењу царице Кокен са власти. 

## Важнији догађаји Тенпјо хоџи ере
- 757. (Тенпјо хоџи 1): Нова ера започета је другог дана осмог месеца, девете године Тенпјо шохо ере.[2]
- 760. (Тенпјо хоџи 4): Пуштене су у промет нове кованице са новим натписима. На бакрењацима је писало „Манен тен-хо“, сребрњацима „Теихеи генхо“, а на златницима „Каики шохо“.[3]
- 764.: Побуна Фуџимаре но Накамароа.
- 26. јануар 765. (Тенпјо хоџи 9, први дан првог месеца) Цара је свргнула његова усвојена мајка. На трон се враћа бивша царица Кокен која се сад назива царица Шотоку.[4][5]